# Гильдия Святого Георгия
Гильдия Святого Георгия (англ. The Guild of St George) — благотворительный образовательный фонд, базирующийся в Англии, имеющий членство по всему миру. Организация была создана при участии художника, литератора и теоретика искусства Джона Раскина (Рёскина) (1819—1900) с целью поддержки преобразования искусства на основе традиций гармоничного ремесленного труда, свободного от буржуазных ограничений индустриального общества.

## История
Основанная как «Компания Святого Георгия» (St George’s Company) в 1871 году, гильдия приняла своё нынешнее название и устав в 1878 году. Джон Рёскин с 1850-х годов всё чаще обращался к социальным проблемам. Его критика викторианской политической экономии в работе «Последнему, что и первому» (Unto This Last, 1860), обозначила основные политико-экономические воззрения автора. Рёскин выступил с критикой капитализма с позиций христианского социализма, требуя реформ в образовании, всеобщей занятости и социальной помощи инвалидам и людям преклонного возраста.
В лекциях, письмах и других опубликованных произведениях Рёскин осуждал современный промышленный капитализм и теории его развития. Он считал, что уродство, загрязнение окружающей среды и бедность, которые вызывает промышленность, подрывают здоровье нации. Его убеждённость в том, что человеческое общество и природная среда были испорчены и разрушены, побудила его искать практические средства их преобразования.
Через Гильдию, которая объединила бы «доиндустриальные» (pre-industrial) ценности и веру в лучшее общество, Рёскин надеялся создать сообщества, которые бросят вызов мотивам получения прибыли современной промышленности и предоставить альтернативы массовому производству товаров потребления. Он черпал вдохновение в средневековых ремесленных гильдиях и преимуществах ручного ремесленного производства изделий.
В «Письмах к рабочим и чернорабочим Великобритании» (Letters to the Workmen and Labourers of Great Britain, 1871—1884) Рёскин стремился завербовать «товарищей» (сompanions), чтобы они присоединились к его усилиям. Будучи главой Гильдии, он выделил организации личные пожертвования в размере 7000 фунтов стерлингов. Он собрал образовательную коллекцию книг, произведений искусства и других предметов. Он также написал правила поведения, описал стили одежды и даже разработал собственные монеты Гильдии.
Он также хотел основать школы Святого Георгия и публиковал различные учебные пособия, чтобы помочь в преподавании, но школы, как и одежда и монеты, так и не были реализованы. Частично это связано с тем, что вскоре после того, как Рёскин основал Гильдию, он стал проявлять признаки психического расстройства и в 1878 году перенёс первый серьёзный кризис, который ограничил его деятельность. В действительности Гильдия всегда действовала в скромных масштабах, её деятельность была скорее проективной, но всегда динамичной, адаптирующейся к меняющимся обстоятельствам и потребностям.
С 1871 года в число «товарищей» Гильдии входили: лорд Курто-Томсон, У. Г. Коллингвуд, сэр Эмери Уокер, сэр Хьюберт Ллевелин Смит, сэр Эвелин Ренч, Эмили Уоррен, Уильям Летаби, Альфред Хоар Пауэлл, Альмира Грей, Кэтрин Харрис Брэдли, Дж. Говард Уайтхаус, Джон Генри Чемберлен, Фрэнсис Коленсо, Бенджамин Кресвик, Фредерик Лич, Уильям Монк, Сидни Морс, Уильям Смарт, Фанни Талбот, Т. Эдмунд Харви и Виктор Брэнфорд.
Совет по торговле признал Гильдию 25 октября 1878 года, предоставив ей юридический статус. В 1876 году Джон Рёскин купил землю в Тотли (Рёскин назвал её Эббидейл), недалеко от Шеффилда. Её называли (и называют до сих пор) «фермой Святого Георгия». В 1878 году Рёскин приобрёл небольшой участок площадью 13 акров с коттеджем, первоначально принадлежавший Джону Гаю и его семье, в Клаутон-Мур, в Северном Йоркшире. Гильдия переехала в 1882 году, а землю продали в 1910 году. Другие меценаты дарили гильдии новые участки земли и здания, для организации по плану Рёскина традиционных сельских ремёсел: ткачества и гончарного дела. Так, в Лакси на острове Мэн была создана «Мельница Святого Георгия» (St George’s Mill) для производства текстильных изделий.
В 1875 году в Шеффилде Рёскин основал Музей Святого Георгия для рабочих этого города и окрестностей. В музее хранилась богатая коллекция произведений искусства (карандашные эскизы, архитектурные рисунки, акварели, копии картин старых мастеров), минералов, геологических образцов, слепков скульптур, рукописей (большинство из них средневекового происхождения), редких книг и множество других предметов.
Посредством музея Рёскин стремился донести до рабочего человека многие достопримечательности и впечатления, которые в противном случае были бы доступны только богатым людям, которые могли позволить себе путешествовать по Европе. В 1890 году новый музей Рёскина переехал в Меерсбрук-парк и оставался там до 1950 года. После периода большой неопределенности с 1964 года коллекция Гильдии хранилась в библиотеке в Университете Рединга. Она вернулась в Шеффилд в 1981 году и с 1985 по 2001 год экспонировалась на Норфолк-стрит. В 2001 году коллекция Гильдии переехала в галерею Рёскина в новой галерее Миллениум в Шеффилде. В 2011 году галерея была переименована в Коллекцию Рёскина (Ruskin Collection).
Гильдия существует до настоящего времени и успешно осуществляет свою просветительскую, благотворительную и выставочную деятельность. Гильдией управляют Совет директоров, секретарь и «Мастер», которые собираются несколько раз в год. Каждую осень «Соратники» (Companions) посещают Ежегодное общее собрание, на котором воспроизводится одна из лекций Рёскина, которая обычно издается Гильдией, как и её журнал «The Companion».